# Rolex Daytona
 (août 2022).
Pour les articles homonymes, voir Daytona.
Le modèle de Rolex Daytona (ou Rolex Oyster Perpetual Cosmograph Daytona) est un chronographe de sport lancé en 1963 par la société Rolex.
Le Cosmograph Daytona fait partie de la catégorie de montres professionnelles au sein de la gamme Rolex. Il a été conçu à l'origine pour les pilotes de course. Trois générations de Daytona ont vu le jour respectivement en 1963, 1988 et 2000. La première était dotée d'un mouvement à remontage manuel, la deuxième d'un mouvement à remontage automatique provenant de la manufacture Zenith et la troisième d'un mouvement manufacture Rolex.
Aujourd' hui, la Rolex Daytona est une des montres les plus recherché, ce qui fait que son prix sur le marché gris est de +100% sur le marché gris.
Le 26 octobre 2017, la Cosmograph Daytona, référence 6239, ayant appartenu à Paul Newman est adjugé aux enchères lors de la vente « Winnins Icons » de la maison d'enchères Philips pour une somme de 17,75 millions de dollars, un record mondial pour une montre-bracelet.